# حیدرقلی برومند
حیدرقلی برومند سیاست‌مدار ایرانی بود، که در دوره های بیست و سوم  و بیست و چهارم مجلس شورای ملی بعنوان نماینده برخوار و میمه از استان اصفهان در مجلس شورای ملی حضور داشت.